# Hyane Harbour
Hyane Harbor (in der deutschen Kolonialzeit Hyänehafen) ist eine Bucht bzw. Haff im Osten der Insel Los-Negros, der zu Papua-Neuguinea gehörenden Admiralitätsinseln im Bismarck-Archipel. Die Einfahrt zum Haff wird im Norden und Süden durch Halbinseln verengt, deren äußerste Punkte im Norden der Lobortutu Point und im Süden der Jamandilai Point sind. Weiterhin erschwert die vorgelagerte Insel Musiau die Zufahrt.

## Geschichte
Benannt ist die Bucht nach dem deutschen Kanonenboot Hyäne, das sich 1884 und 1885 unter Korvettenkapitän Langemak als Stationär im Bismarck-Archipel aufhielt und die Inseln erforschte.
Im April 1942 besetzten japanische Einheiten die Insel und bauten die Infrastruktur aus. So wurde auf der Los-Negros-Insel an der Ostküste die 1220 m lange Start-/Landebahn gebaut, die heute als Hauptflughafen der Provinz Manus, Momote Airport, genutzt wird und der unmittelbar südlich an den Hyane Harbour angrenzt.
Im Zuge der Rückeroberung der Inseln durch alliierte Streitkräfte im Frühjahr 1944, landete am 6. März ein Konvoi des 12th Cavalry Regiments der US Army im Hyane Harbour.